# Calliscelio
Genre
Synonymes
- Ceratoteleia Kieffer, 1908
- Caenoteleia

Calliscelio est un genre d'insectes de l'ordre des hyménoptères et de la famille des Platygastridae ou des Scelionidae selon les classifications et de la sous-famille des Scelioninae.

## Liste des espèces
Calliscelio absconditum - 
Calliscelio absum - 
Calliscelio agaliensis - 
Calliscelio alcoa - 
Calliscelio amadoi - 
Calliscelio aphrodite - 
Calliscelio argentipes - 
Calliscelio armila - 
Calliscelio australicus - 
Calliscelio basistriatus - 
Calliscelio bellus - 
Calliscelio benoiti - 
Calliscelio bidens - 
Calliscelio bisulcatus - 
Calliscelio brachys - 
Calliscelio brevinotaulus - 
Calliscelio brevitas - 
Calliscelio brunneus - 
Calliscelio bryani - 
Calliscelio carinatus - 
Calliscelio carinigena - 
Calliscelio caudatus - 
Calliscelio coorgensis - 
Calliscelio coromandelensis - 
Calliscelio crater - 
Calliscelio crena - 
Calliscelio dido - 
Calliscelio dulcis - 
Calliscelio eboris - 
Calliscelio elegans - 
Calliscelio emarginatus - 
Calliscelio erana - 
Calliscelio exul - 
Calliscelio extenuatus - 
Calliscelio flavicauda - 
Calliscelio flavus - 
Calliscelio foveolatus - 
Calliscelio galliphilus - 
Calliscelio gatineau - 
Calliscelio glaber - 
Calliscelio granulatus - 
Calliscelio gracilis - 
Calliscelio grenadensis - 
Calliscelio hubo - 
Calliscelio indicus - 
Calliscelio laticinctus - 
Calliscelio latifrons - 
Calliscelio leucosius - 
Calliscelio levis - 
Calliscelio longicarinatus - 
Calliscelio longius - 
Calliscelio lugens - 
Calliscelio luteipes - 
Calliscelio magnificus - 
Calliscelio malabaricus - 
Calliscelio marlattii - 
Calliscelio mediterraneus - 
Calliscelio melanocephalus - 
Calliscelio mellicolor - 
Calliscelio migma - 
Calliscelio minutia - 
Calliscelio mirabilis - 
Calliscelio niger - 
Calliscelio orientalis - 
Calliscelio pallidus - 
Calliscelio paraglaber - 
Calliscelio pararemigio - 
Calliscelio paulisiensis - 
Calliscelio perpulcher - 
Calliscelio peterseni - 
Calliscelio peyerimhoffi - 
Calliscelio philippinensis - 
Calliscelio prolepticus - 
Calliscelio prolixus - 
Calliscelio punctatifrons - 
Calliscelio remigio - 
Calliscelio rubriclavus - 
Calliscelio ruficollis - 
Calliscelio ruga - 
Calliscelio rugicoxa - 
Calliscelio savaiiensis - 
Calliscelio sfina - 
Calliscelio storea - 
Calliscelio succinophilus - 
Calliscelio suni - 
Calliscelio swezeyi - 
Calliscelio teleogrylli - 
Calliscelio telum - 
Calliscelio tiro - 
Calliscelio torqueo - 
Calliscelio traductus - 
Calliscelio upoluensis - 
Calliscelio urania - 
Calliscelio urgo - 
Calliscelio variipes - 
Calliscelio virga - 
Calliscelio vitilevuensis - 
Calliscelio wilderi
Il existe aussi des espèces fossiles:
- †Calliscelio caudatus Brues, 1940[2] - Ambre de la Baltique (Éocène supérieur) - Russie
- †Calliscelio prolepticus Brues, 1940 - Ambre de la Baltique (Éocène supérieur) - Russie
- †Calliscelio succinophilus Brues, 1940 - Ambre de la Baltique (Éocène supérieur) - Russie